# Tress MacNeille
Teressa Claire MacNeille (născută Payne; n. 20 iunie 1951, Chicago, Illinois, SUA)  este o actriță de voce⁠(d) americană. Aceasta este cunoscută pentru următoarele roluri: Dot Warner atât în Animaniacii, cât și noua versiune a serialului; Babs Bunny în Micii poznași; Chip și Gadget Hackwrench în Chip și Dale: Salvatorii în Misiune și Daisy Duck în diverse proiecte Disney începând din 1999. De asemenea, a lucrat la seriale animate precum Familia Simpson, Futurama, Aventuri în patru labe și Hei Arnold!.

## Biografie
MacNeille îndrăgea desenele animate în copilărie și și-a dorit să devină actriță de voce încă de la vârsta de opt ani, dar a ales în schimb o carieră „practică”, fiind convinsă că nu-și va putea realiza visurile. A absolvit Universitatea din California, Berkeley și a urmat o școală de radiodifuziune, devenind disc jockey.

## Cariera
MacNeille a avut numeroase locuri de muncă și roluri de voce înainte să ajungă cunoscută în lumea desenelor animate. Conform acesteia, „făceam spoturi radio, spoturi de televiziune, demonstrații, sound-alikes⁠(d) - orice mi-a ieșit în cale pe parcursul a aproximativ doi ani”. Aceast a fost membră a grupului de comedie improvizată The Groundlings⁠(d) timp de 10 ani. MacNeille a urmat ateliere de actorie și a lucrat ca asistent de casting pentru agentul Bob Lloyd. Datorită acestuia a obținut primul său rol într-un episod al serialului animat Scooby Doo și Scrappy-Doo din 1979.
A interpretat-o pe Lucille Ball în videoclipul melodiei „Ricky⁠(d)” a muzicianului „Weird Al” Yankovic, parodie a melodiei „Mickey⁠(d)” de Toni Basil. MacNeille și Mary Kay Bergman⁠(d) au contribuit la melodiile „Pretty Fly for a Rabbi⁠(d)” și „Jerry Springer” de pe albumul Running with Scissors⁠(d) (1999) al lui Yankovic.
MacNeille a primit rolul personajului Babs Bunny⁠(d) în Micii poznași (1990–1992). Scriitorul Paul Dini⁠(d) a declarat că MacNeille a fost potrivită pentru rol, deoarece putea să realizeze atât vocea lui Babs, cât și să imite diverse personalități cu vocea lui Babs. Succesul serialului i-a asigurat rolul din Animaniacii. MacNeille a fost adusă pentru a interpreta personajul Dot Warner⁠(d), unul dintre cele trei protagoniști ai serialului, deoarece era foarte asemănător cu Babs Bunny. MacNeille a fost nominalizată la premiile Annie⁠(d) pentru interpretarea sa în 1995.
Aceasta a fost actriță de voce în numeroase filme, seriale de televiziune, jocuri video și reclame, având în total peste 200 de roluri. MacNeille este vocea personajelor Agnes Skinner⁠(d), Brandine Spuckler⁠(d) și Lindsey Naegle⁠(d) din Familia Simpson și vocea lui Carol „Mom” Miller⁠(d) din Futurama. De asemenea, a avut roluri în Aventuri în patru labe (în rolul Charlotte Pickles⁠(d)), Chip și Dale: Salvatorii în Misiune (Chip și Gadget Hackwrench), TaleSpin⁠(d) (Kitten Kaboodle), Histeria!⁠(d), Hei Arnold!, Dave the Barbarian⁠(d) (Fang) și a realizate dublaje pentru animații japoneze.
MacNeille este vocea personajelor Daisy Duck și Wilma Flintstone începând din 1999, respectiv din 2000. A interpretat o crainică furioasă în filmul Elvira, Mistress of the Dark⁠(d).

## Filmografie

### Filme
| An   | Titlu                                                       | Rol                                                                                               | Note |
| ---- | ----------------------------------------------------------- | ------------------------------------------------------------------------------------------------- | --- |
| 1983 | The Paragon of Comedy                                       |                                                                                                   | Film de televiziune                                                                                          |
| 1983 | Deck the Halls with Wacky Walls                             | Springette                                                                                        | Film de televiziune                                                                                          |
| 1984 | Cheeseball Presents                                         | Diverse personaje                                                                                 | Film de televiziune                                                                                          |
| 1984 | My Little Pony                                              | Diverse voci                                                                                      | Film de televiziune; parte din franciza My Little Pony                                                       |
| 1984 | Indiana Jones and the Temple of Doom                        | 1st Boy in Cell                                                                                   | Dublaj (nemenționată)                                                                                        |
| 1984 | Cabbage Patch Kids: First Christmas                         | Lavender MacDade, Bertha, Wife                                                                    | Film de televiziune; part din franciza Cabbage Patch Kids                                                    |
| 1985 | The Compleat Al                                             | Francine, Lucy Ricardo                                                                            | |
| 1986 | My Little Pony: The End of Flutter Valley                   | Hydia                                                                                             | |
| 1987 | Spaceballs                                                  | Dink                                                                                              | |
| 1987 | Yogi's Great Escape                                         | Boy, Cowboy kid #2, Mom                                                                           | Film de televiziune                                                                                          |
| 1988 | Elvira: Mistress of the Dark                                | Crainică / vocea strămătușii Morgana Talbot                                                       | |
| 1989 | Chip 'n' Dale's Rescue Rangers to the Rescue                | Chip, Gadget, diverse voci                                                                        | Film de televiziune                                                                                          |
| 1991 | Rover Dangerfield                                           | Queenie, Hen, Turkey, Chorus Girls, Chickens                                                      | [ 14 ] |
| 1994 | The Land Before Time II: The Great Valley Adventure         | Ducky's Mom, Petrie's Mom, Mother Maiasaurus                                                      | Direct-pe-DVD                                                                                                |
| 1995 | Gordy                                                       | Wendy                                                                                             | [ 14 ] |
| 1995 | The Land Before Time III: The Time of the Great Giving      | Stegosaurus, Spike and Ducky's Mother                                                             | Direct-pe-DVD                                                                                                |
| 1995 | Carrotblanca                                                | Penelope Pussycat                                                                                 | Scurtmetraj                                                                                                  |
| 1996 | Homeward Bound II: Lost in San Francisco                    | French Poodle                                                                                     | [ 14 ] |
| 1996 | Daffy Toon Adventures: I Was a Teenage Mermaid              | Princess Attina, The Little White Teenage Girl                                                    | Direct-pe-DVD                                                                                                |
| 1996 | The Land Before Time IV: Journey Through the Mists          | Ali's Mother, Dil                                                                                 | Direct-pe-DVD                                                                                                |
| 1997 | Annabelle's Wish                                            | Hen #2                                                                                            | Direct-pe-DVD                                                                                                |
| 1997 | The Land Before Time V: The Mysterious Island               | Ducky's Mother, Petrie's Mother                                                                   | Direct-pe-DVD                                                                                                |
| 1998 | Daffy Toon Adventures: Keeping with the Daffy               | Sheila Bodine's Mother, Daffy Duck's Mother, Freakishly Guy                                       | Direct-pe-DVD                                                                                                |
| 1998 | The Rugrats Movie                                           | Charlotte Pickles                                                                                 | [ 14 ] |
| 1999 | Mickey's Once Upon a Christmas                              | Daisy Duck, Chip, Aunt Gertie                                                                     | Film de televiziune                                                                                          |
| 1999 | Winnie the Pooh: Seasons of Giving                          | Kanga                                                                                             | Direct-pe-DVD                                                                                                |
| 1999 | Scooby-Doo! and the Witch's Ghost                           | Sarah Ravencroft                                                                                  | Direct-pe-DVD                                                                                                |
| 1999 | The Nuttiest Nutcracker                                     | L'il Pea, Broccoli Floret                                                                         | Direct-pe-DVD                                                                                                |
| 1999 | Wakko's Wish                                                | Dot Warner, Hello Nurse, Mindy's Mother, Martia Hippo                                             | Direct-pe-DVD, nominalizare la premiile Annie la categoria „cea mai bună actriță de voce într-un lungmetraj” |
| 1999 | Olive, the Other Reindeer                                   | Reporter                                                                                          | Film de televiziune                                                                                          |
| 2000 | The Land Before Time VII: The Stone of Cold Fire            | Ducky's Mother, Petrie's Mother                                                                   | Direct-pe-DVD                                                                                                |
| 2000 | Rugrats in Paris: The Movie                                 | Charlotte Pickles                                                                                 | [ 14 ] |
| 2000 | Tweety's High-Flying Adventure                              | Miss Prissy, Airplane Worker, Queen of England, Penelope Pussycat                                 | Direct-pe-DVD                                                                                                |
| 2001 | The Land Before Time VIII: The Big Freeze                   | Ducky's Mom, Petrie's Mom                                                                         | Direct-pe-DVD                                                                                                |
| 2001 | Recess: School's Out                                        | Lunchlady Iram, Ms. Lemon, Dr. Steinheimer, Opera Director                                        | [ 14 ] |
| 2001 | Lady and the Tramp II: Scamp's Adventure                    | Aunt Sarah, Am                                                                                    | Direct-pe-DVD                                                                                                |
| 2001 | Mickey's Magical Christmas: Snowed in at the House of Mouse | Daisy Duck, Chip, Dale                                                                            | Direct-pe-DVD                                                                                                |
| 2002 | The Land Before Time IX: Journey to Big Water               | Ducky's Mom, Petrie's Mom                                                                         | Direct-pe-DVD                                                                                                |
| 2002 | Cinderella II: Dreams Come True                             | Anastasia Tremaine, Pretty Women                                                                  | Direct-pe-DVD                                                                                                |
| 2002 | Mickey's House of Villains                                  | Daisy Duck, Aunt Sarah, Am                                                                        | Direct-pe-DVD                                                                                                |
| 2002 | Tom and Jerry: The Magic Ring                               | Margaret, Mom                                                                                     | [ 14 ] |
| 2002 | Hey Arnold!: The Movie                                      | Grandma Gertrude Shortman, Mayor Dixie, Red                                                       | [ 14 ] |
| 2003 | George of the Jungle 2                                      | Tiger, Shep the Elephant                                                                          | Direct-pe-DVD                                                                                                |
| 2003 | Stitch! The Movie                                           | Computer                                                                                          | Direct-pe-DVD                                                                                                |
| 2003 | Rugrats Go Wild                                             | Charlotte Pickles                                                                                 | [ 14 ] |
| 2003 | Recess: Taking the Fifth Grade                              | Lunchlady Irma, BoE Agent #2, Intercom voice                                                      | Direct-pe-DVD                                                                                                |
| 2003 | The Whizzard of Ow                                          | Lady on Phone                                                                                     | Scurtmetraj                                                                                                  |
| 2004 | The Lion King III: Hakuna Matata                            | Female Meerkat Digger #1, diverse voci                                                            | Direct-pe-DVD                                                                                                |
| 2004 | Mulan II                                                    | Female Ancestors, Villager Woman                                                                  | Direct-pe-DVD                                                                                                |
| 2004 | Mickey, Donald, Goofy: The Three Musketeers                 | Daisy Duck                                                                                        | Film de televiziune                                                                                          |
| 2004 | The Chronicles of Riddick: Dark Fury                        | Antonia Chillingsworth                                                                            | Direct-pe-DVD                                                                                                |
| 2004 | As Told By Ginger: The Wedding Frame                        | Hoodsey Bishop                                                                                    | Film de televiziune                                                                                          |
| 2004 | Mickey's Twice Upon a Christmas                             | Daisy Duck                                                                                        | Direct-pe-DVD                                                                                                |
| 2005 | Tom and Jerry: The Fast and the Furry                       | Soccer Mom, Tour Girl, Lady, Mermaid Monster                                                      | Direct-pe-DVD                                                                                                |
| 2005 | Kronk's New Groove                                          | Diverse voci                                                                                      | Direct-pe-DVD                                                                                                |
| 2005 | The Land Before Time XI: Invasion of the Tinysauruses       | Petrie's Mom                                                                                      | Direct-pe-DVD                                                                                                |
| 2005 | The Legend of Frosty the Snowman                            | Mrs. Simple, Girl #1                                                                              | Direct-pe-DVD                                                                                                |
| 2006 | Brother Bear 2                                              | Hoonah                                                                                            | Direct-pe-DVD                                                                                                |
| 2006 | Leroy & Stitch                                              | Bonnie, Gigi                                                                                      | Direct-pe-DVD                                                                                                |
| 2006 | Queer Duck: The Movie                                       | Melissa, Barbra Streisand                                                                         | Direct-pe-DVD                                                                                                |
| 2006 | The Ant Bully                                               | Old Council Ant                                                                                   | [ 14 ] |
| 2006 | Happily N'Ever After                                        | Witch #1                                                                                          | [ 14 ] |
| 2007 | Cinderella III: A Twist in Time                             | Anastasia Tremaine                                                                                | Direct-pe-DVD                                                                                                |
| 2007 | Mickey Mouse Clubhouse Hunt                                 | Daisy Duck, Chip                                                                                  | Film de televiziune                                                                                          |
| 2007 | The Simpsons Movie                                          | Sweet Old Lady, Colin, Medicine Woman, Mrs. Skinner. Mrs. Muntz, Girl on Phone, additional voices | [ 14 ] |
| 2007 | Disney Princess Enchanted Tales: Follow Your Dreams         | Merryweather                                                                                      | [ 14 ] |
| 2007 | Bee Movie                                                   | Jeanette Chung, Mother, Cow                                                                       | [ 14 ] |
| 2007 | Futurama: Bender's Big Score                                | Dr. Cahill, Linda, diverse voci                                                                   | Film de televiziune                                                                                          |
| 2008 | Futurama: The Beast with a Billion Backs                    | Grand Midwife, Linda, diverse voci                                                                | Film de televiziune                                                                                          |
| 2008 | Futurama: Bender's Game                                     | Mom, Linda, diverse voci                                                                          | Film de televiziune                                                                                          |
| 2009 | Futurama: Into the Wild Green Yonder                        | Mom, Linda, Fanny, Dixie, diverse voci                                                            | Film de televiziune                                                                                          |
| 2009 | Mickey Mouse Clubhouse: Mickey's Adventures in Wonderland   | Daisy Duck, Chip                                                                                  | Film de televiziune                                                                                          |
| 2009 | Mickey Mouse Clubhouse: Choo-Choo Express                   | Daisy Duck, Chip                                                                                  | Film de televiziune                                                                                          |
| 2010 | Mickey Mouse Clubhouse: Road Rally                          | Daisy Duck, Chip                                                                                  | Film de televiziune                                                                                          |
| 2011 | Hoodwinked Too! Hood vs. Evil                               | Vera, Women's Voice                                                                               | [ 14 ] |
| 2011 | Mickey Mouse Clubhouse: Space Adventure                     | Daisy Duck, Chip                                                                                  | Film de televiziune                                                                                          |
| 2011 | Book of Dragons                                             | Bork's Wife                                                                                       | Scurtmetraj                                                                                                  |
| 2012 | Sofia the First: Once Upon a Princess                       | Merryweather                                                                                      | Film de televiziune                                                                                          |
| 2013 | Batman: The Dark Knight Returns                             | Bruno                                                                                             | Direct-pe-DVD                                                                                                |
| 2013 | Zambezia                                                    | Neville's Wife                                                                                    | Direct-pe-DVD                                                                                                |
| 2015 | The Flintstones & WWE: Stone Age SmackDown!                 | Wilma Flintstone                                                                                  | Direct-pe-DVD                                                                                                |
| 2017 | The Jetsons & WWE: Robo-WrestleMania!                       | Rosie the Robot Maid                                                                              | Direct-pe-DVD                                                                                                |
| 2017 | Hey Arnold!: The Jungle Movie                               | Grandma Gertrude Shortman, Homeless Women                                                         | Direct-pe-DVD                                                                                                |
| 2022 | Chip 'n Dale: Rescue Rangers                                | Gadget Hackwrench, Chip (High-Pitched)                                                            | |

### Televiziune
| An              | Titlu                                                           | Rol | Note                                                                            |
| --------------- | --------------------------------------------------------------- | --- | ------------------------------------------------------------------------------- |
| 1979            | Scooby-Doo and Scrappy-Doo                                      | Diverse voci |                                                                                 |
| 1982            | Richie Rich                                                     | Diverse voci | Episodul: „Dollar's Exercise/Richie's Cube/Maltese Monkey/Everybody's Doing It” |
| 1982            | Shirt Tales                                                     | Diverse voci | 13 episoade                                                                     |
| 1982–1989       | The Smurfs                                                      | Sylvia, diverse voci | 3 episoade                                                                      |
| 1983            | Rubik, the Amazing Cube                                         | Diverse voci |                                                                                 |
| 1983            | Saturday Supercade                                              | Diverse voci | 13 episoade                                                                     |
| 1983–1987       | Alvin and the Chipmunks                                         | Diverse voci | 42 de episoade                                                                  |
| 1984            | ABC Weekend Special                                             | Neddy | Episodul: „Bad Cat”                                                             |
| 1984            | Voltron                                                         | Queen Merla | 9 episoade                                                                      |
| 1984            | The New Scooby-Doo Mysteries                                    | Sheriff Parker, Norma Deathman | 2 episoade                                                                      |
| 1984            | The Littles                                                     | Diverse voci | 8 episoade                                                                      |
| 1985            | It's Punky Brewster                                             | Diverse voci |                                                                                 |
| 1985            | Challenge of the GoBots                                         | Spay-C | Episodul: „Return to Gobotron: Part 5”                                          |
| 1985            | The Wuzzles                                                     | Mrs. Pedigree, Transylvia | 4 episoade                                                                      |
| 1986            | My Little Pony 'n Friends                                       | Flowers | 2 episoade                                                                      |
| 1986            | Lazer Tag Academy                                               | Mrs. Jaren | 13 episoade                                                                     |
| 1986            | The Centurions                                                  | Diverse voci | 62 de episoade                                                                  |
| 1986            | Sectaurs                                                        | Diverse voci |                                                                                 |
| 1986            | MoonDreamers                                                    | Ursa Major, Scowlene | Episodul: „Zodies on the Loose”                                                 |
| 1986–1988       | The Flintstone Kids                                             | Diverse voci | 34 de episoade                                                                  |
| 1987–1988       | Saber Rider and the Star Sheriffs                               | Robin, Mandy, June | 5 episoade                                                                      |
| 1987–1989       | DuckTales                                                       | Oprah Webfeet, Mrs. Quackenbush, diverse voci | 11 episoade                                                                     |
| 1987–1991       | Disney's Adventures of the Gummi Bears                          | Lady Bane, Marzipan | 7 episoade                                                                      |
| 1987–1993       | Teenage Mutant Ninja Turtles                                    | Kala, Old Lady, Kala the Neutrino, diverse voci | 7 episoade                                                                      |
| 1988            | Denver, the Last Dinosaur                                       | |                                                                                 |
| 1988            | The New Yogi Bear Show                                          | Diverse voci | 4 episoade                                                                      |
| 1988            | A Pup Named Scooby-Doo                                          | Molly the Moll, diverse voci | 13 episoade                                                                     |
| 1988            | Superman                                                        | Martha Kent | 13 episoade                                                                     |
| 1989–1990       | Chip 'n Dale: Rescue Rangers                                    | Gadget Hackwrench, Chip, diverse voci | Rol principal                                                                   |
| 1989            | The Further Adventures of SuperTed                              | Texas Pete's Mom, Kitty, Kitty's Mom | 2 episoade                                                                      |
| 1989            | On the Television                                               | Diverse personaje | Episodul: „Metaphysical Center”                                                 |
| 1989–1990       | Paddington Bear                                                 | Diverse voci | 2 episoade                                                                      |
| 1990            | Timeless Tales from Hallmark                                    | Duckling #4, Mother Duck, Widow Duck, and Green Mallard Duck                                                                                               | Episodul: „The Ugly Duckling”                                                   |
| 1990            | The Wizard of Oz                                                | The Wicked Witch of the West | 13 episoade                                                                     |
| 1990–1991       | TaleSpin                                                        | Kitten Kaboodle | 2 episoade                                                                      |
| 1990–1991       | Zazoo U                                                         | Ms. Devine | 13 episoade                                                                     |
| 1990–1992       | Tiny Toon Adventures                                            | Babs Bunny, Babs Mother, Rhubella Rat, additional voices                                                                                                   | 92 de episoade                                                                  |
| 1990–1992       | Tom & Jerry Kids Show                                           | Diverse voci | 2 episoade                                                                      |
| 1990–present    | The Simpsons                                                    | Agnes Skinner, Lunchlady Doris, Dolph, Lindsey Naegle, Cookie Kwan, Booberella, Diverse personaje                                                          | Rol secundar                                                                    |
| 1991            | ProStars                                                        | Diverse voci | 13 episoade                                                                     |
| 1991            | Darkwing Duck                                                   | Opal Windbag, Webwa Walters, diverse voci | 3 episoade                                                                      |
| 1991–1992       | Mr. Bogus                                                       | Diverse voci | 5 episoade                                                                      |
| 1991–1992       | Mother Goose and Grimm                                          | Diverse voci | 2 episoade                                                                      |
| 1992            | Raw Toonage                                                     | Carrot Wife | Episodul: „Sheerluck Bonkers/All Potato Network/The Puck Stops Here”            |
| 1992            | The Little Mermaid                                              | Diverse voci | Episodul: „Beached”                                                             |
| 1992            | The Plucky Duck Show                                            | Babs Bunny, Plucky's Mom | 8 episoade                                                                      |
| 1992            | The Moo Family Holiday Hoe-Down                                 | Diverse voci |                                                                                 |
| 1992–1993       | The Pirates of Dark Water                                       | Diverse voci | 8 episoade                                                                      |
| 1992–1993       | Twinkle, the Dream Being                                        | Twinkle | 26 de episoade                                                                  |
| 1992–2004       | Rugrats                                                         | Charlotte Pickles, Receptionist, Baby Stu, diverse voci | 72 de episoade                                                                  |
| 1993            | 2 Stupid Dogs                                                   | Ticket Taker, Singing Drink | Episodul: „Show and Tell/Queen Bea/At the Drive-in”                             |
| 1993            | Bonkers                                                         | Mrs. Kanifky, Cheryl Germ | 6 episoade                                                                      |
| 1993–1994       | Swat Kats: The Radical Squadron                                 | Callie Briggs, Little Boy, Deputy Mayor Calico 'Callie' Briggs, diverse voci                                                                               | 19 episoade                                                                     |
| 1993–1994       | Garfield and Friends                                            | Monster, Crowd Walla, Norma | 5 episoade                                                                      |
| 1993–1994       | Cro                                                             | Esmeralda | 15 episoade                                                                     |
| 1993–1998       | Mighty Max                                                      | Max's Mom | 10 episoade                                                                     |
| 1993–1998       | Animaniacs                                                      | Dot Warner, Hello Nurse, diverse voci | Rol principal                                                                   |
| 1994            | Batman: The Animated Series                                     | Women | Episodul: „Time Out of Joint”                                                   |
| 1994            | Beethoven                                                       | Ginger, Aunt Lucy, diverse voci | 13 episoade                                                                     |
| 1994            | Tiny Toon Adventures: Spring Break                              | Babs Bunny, Bubbie | Scurtmetraj de televiziune                                                      |
| 1994–2001       | The Critic                                                      | Humphrey the Hippo, diverse voci | 9 episoade                                                                      |
| 1995            | The Shnookums & Meat Funny Cartoon Show                         | Wife | 7 episoade                                                                      |
| 1995            | Aladdin                                                         | Queen Deluca, Pharabu | 3 episoade                                                                      |
| 1995            | What-a-Mess                                                     | Diverse voci | 10 episoade                                                                     |
| 1995            | Tiny Toon Adventures: Night Ghoulery                            | Babs Bunny | Episod special                                                                  |
| 1995–1997       | The Twisted Tales of Felix the Cat                              | Kids, diverse voci | 5 episoade                                                                      |
| 1995–1997       | Freakazoid!                                                     | Debbie Douglas, Cobra Queen, Dot Warner, Mary Beth, Valerie, Anchorwoman, Babeheart, Christina, Danny Dingle, Gypsy, Mrs. Liver, Princess Diana, Secretary | 20 episoade                                                                     |
| 1995–1997       | The Mask: Animated Series                                       | Yoko Ono, Soothing Voice | 2 episoade                                                                      |
| 1995–1998       | Pinky and the Brain                                             | Billie, Dot Warner, First Lady, diverse voci | 43 de episoade                                                                  |
| 1995–2002       | The Sylvester & Tweety Mysteries                                | Woman, Executive #1, Student, diverse voci | 21 de episoade                                                                  |
| 1995            | Spot's Magical Christmas                                        | Sally (Spot's Mom) (versiunea SUA), Helen the Hippo (versiunea SUA), Female Reindeer (versiunea SUA)                                                       | Episod special                                                                  |
| 1995–1999       | Timon and Pumbaa                                                | Shenzi the Hyena, Bernice, Female Phone Voice, The Rich Lady, diverse voci                                                                                 | 12 de episoade                                                                  |
| 1996            | Mighty Ducks: The Animated Series                               | Trina | Episodul: „The Return of Dr. Droid”                                             |
| 1996            | The Tick                                                        | Regina Hume | Episodul:„The Tick vs. Science”                                                 |
| 1996            | Jungle Cubs                                                     | Mahra | 8 episoade                                                                      |
| 1996–1997       | Gargoyles: The Goliath Chronicles                               | Margot Yale, Judge Bates, Dr. Carrie Benjamin, TV reporter, Truck Driver, Matthew's mother                                                                 | 5 episoade                                                                      |
| 1996–1997       | Road Rovers                                                     | Colleen, diverse voci | 13 episoade                                                                     |
| 1996–1998       | All Dogs Go to Heaven: The Series                               | Gerta, Bess, Teddy's Mom | 11 episoade                                                                     |
| 1996–1998       | The Spooktacular New Adventures of Casper                       | Ms. Banshee, diverse voci | 52 de episoade                                                                  |
| 1996–1999       | Superman: The Animated Series                                   | Annie's Mother, Mrs. Stevenson, diverse voci | 6 episoade                                                                      |
| 1996–2004       | Hey Arnold!                                                     | Arnold's Grandma, Miss Slovak, Car Show Announcer, Diverse voci                                                                                            | 42 de episoade                                                                  |
| 1997            | What a Cartoon!                                                 | Sharon | Episodul: „Swamp and Tad in 'Mission Imfrogable'”                               |
| 1997            | Nightmare Ned                                                   | Ms. Bundt, Cisaro | 9 episoade                                                                      |
| 1997            | The New Batman Adventures                                       | Dr. Margaret Madsen, Ice Maiden #1, Little Boy | 2 episoade                                                                      |
| 1997            | 101 Dalmatians: The Series                                      | Cornelia | 6 episoade                                                                      |
| 1997–2000       | Recess                                                          | Ms. Lemon, Bertha, Lunchlady Irma, Dottie | 10 episoade                                                                     |
| 1997–2004       | Johnny Bravo                                                    | Wilma Flintstone, Samantha, Octavia, Women at Ticket Booth                                                                                                 | 4 episoade                                                                      |
| 1998–2000       | Histeria!                                                       | Pepper Mills, World's Oldest Woman, Toast, diverse voci | 52 de episoade                                                                  |
| 1998–2001       | Voltron: The Third Dimension                                    | Lafitte, Queen Ariella, Lumina, diverse voci | 11 episoade                                                                     |
| 1999            | The Brothers Flub                                               | Diverse voci | 16 episoade                                                                     |
| 1999–2000       | Dilbert                                                         | Diverse voci | 28 de episoade                                                                  |
| 1999–2001       | Mickey Mouse Works                                              | Daisy Duck, Chip, Dale | 16 episoade                                                                     |
| 1999–2002       | Mission Hill                                                    | Mrs. French, Mrs. Mundorf, Dr. Yvonne Farley | 12 episoade                                                                     |
| 1999–2013, 2023 | Futurama                                                        | Mom, diverse voci Formerly grouped under "Guest Starring"                                                                                                  | 123 de episoade                                                                 |
| 2000–2004       | Queer Duck                                                      | Dr. Laura, Melissa Duckstein, Joan Rivers, Björk | 12 episoade                                                                     |
| 2000–2002       | Hard Drinkin' Lincoln                                           | Mary Todd Lincoln | 16 episoade                                                                     |
| 2000–2009       | As Told by Ginger                                               | Robert Joseph "Hoodsey" Bishop, Tourist, diverse voci | 54 de episoade                                                                  |
| 2001–2003       | House of Mouse                                                  | Daisy Duck | 50 de episoade                                                                  |
| 2001–2004       | Lloyd in Space                                                  | Mrs. Bolt | 28 de episoade                                                                  |
| 2003            | ChalkZone                                                       | Spy Fly | Episodul: „Disappearing Act”                                                    |
| 2003–2006       | Lilo & Stitch: The Series                                       | Bonnie, Felix, diverse voci | 18 episoade                                                                     |
| 2003–2008       | All Grown Up!                                                   | Charlotte Pickles, Sally Payson | 21 episoade                                                                     |
| 2004–2005       | Father of the Pride                                             | Chimi, Changa, diverse voci | 5 episoade                                                                      |
| 2004–2005       | Dave the Barbarian                                              | Fang, Cheesette, Kid, diverse voci | 21 de episoade                                                                  |
| 2004–2005       | My Bedbugs                                                      | Woozy | 47 de episoade                                                                  |
| 2005            | The Adventures of Jimmy Neutron Boy Genius                      | Annabelle, Aunt Kari, Great Aunt Amanda | Episodul: „Clash of the Cousins”                                                |
| 2005            | Catscratch                                                      | Sassyfrass | Episodul: „The King of All Root Beer/Love Sick”                                 |
| 2006–2016       | Mickey Mouse Clubhouse                                          | Daisy Duck, Chip, diverse voci | 125 de episoade                                                                 |
| 2007–2008       | Avatar: The Last Airbender                                      | Yangchen, Hama, diverse voci | 2 episoade                                                                      |
| 2008–2010       | Back at the Barnyard                                            | Mother Beady, Aunt Gertie, Lady A | 3 episoade                                                                      |
| 2008–2013       | The Garfield Show                                               | Esmeralda Brubaker, Weakest Brain Hostess, diverse voci | 8 episoade                                                                      |
| 2010–2012       | Fish Hooks                                                      | Bassy | 7 episoade                                                                      |
| 2010–2013       | Pound Puppies                                                   | FKD, Tommy's mom, Ally Dog #1, diverse voci | 9 episoade                                                                      |
| 2011–2016       | Minnie's Bow-Toons                                              | Daisy Duck | 40 episoade                                                                     |
| 2013            | Wheel of Fortune                                                | Chip | Episodul: „Making Disney Memories Week”                                         |
| 2013–2018       | Sofia the First                                                 | Merryweather | 11 episoade                                                                     |
| 2013–2019       | Mickey Mouse                                                    | Daisy Duck, Chip, diverse voci | 17 episoade                                                                     |
| 2014            | Adventure Time                                                  | Father, Urchin, Mom | Episodul: „Everything's Jake”                                                   |
| 2014–2015       | Rick and Morty                                                  | Caretaker, Roy's Mother, Mrs. Tate | 2 episoade                                                                      |
| 2014–2017       | Sonic Boom                                                      | Additional voices | 7 episoade                                                                      |
| 2014–2015       | VeggieTales in the House                                        | Madame Blueberry, Junior Asparagus, Laura Carrot, Petunia Rhubarb, diverse voci                                                                            | 13 episoade                                                                     |
| 2014–2016       | The 7D                                                          | Gingerbread Witch, Lady Ginorma, Maid Marzipan, diverse voci                                                                                               | 10 episoade                                                                     |
| 2015            | The Mr. Peabody & Sherman Show                                  | Florence Nightingale, The Oracle, diverse voci | 2 episoade                                                                      |
| 2016            | Duck the Halls: A Mickey Mouse Christmas Special                | Daisy Duck | Episod special de televiziune                                                   |
| 2017            | The Scariest Story Ever: A Mickey Mouse Halloween Spooktacular  | Daisy Duck | Episod special de televiziune                                                   |
| 2017            | VeggieTales in the City                                         | Junior Asparagus, Laura Carrot, Madame Blueberry, Petunia Rhubarb, diverse voci                                                                            | 12 episoade                                                                     |
| 2017–2021       | Mickey and The Roadster Racers/Mickey Mouse Mixed-Up Adventures | Daisy Duck, Chip, Mrs. Beagleman | Rol principal                                                                   |
| 2017–2023       | Puppy Dog Pals                                                  | Bob's Mom, Mitzy, Kathy, diverse voci | 5 episoade                                                                      |
| 2018–2023       | Disenchantment                                                  | Queen Oona, Arch Druidess | 20 de episoade                                                                  |
| ?-2018          | Clash-A-Rama                                                    | Villagers, Skeletons, Witch, Night Witch, Valkyrie, Archer, Healer, Archer Queen, Musketeers, Princess                                                     |                                                                                 |
| 2018            | The Epic Tales of Captain Underpants                            | Ms. Hurd, DJ Drowsy Drawers | 2 episoade                                                                      |
| 2018            | Wheel of Fortune                                                | Daisy Duck | 2 episoade în „Disney Valentine's Week”                                         |
| 2020–2021       | DuckTales                                                       | Daisy Duck | 3 episoade                                                                      |
| 2020            | Amphibia                                                        | Doris | Episodul: „Scavenger Hunt/The Plantars Check In”                                |
| 2020–2023       | Animaniacs                                                      | Dot Warner | [ 17 ]                                                                          |
| 2020–present    | The Wonderful World of Mickey Mouse                             | Daisy Duck | Rol principal                                                                   |
| 2021–2022       | Mickey Mouse Funhouse                                           | Daisy Duck and Chip | Rol principal, sezonul 1                                                        |
| 2021            | Mickey's Tale of Two Witches                                    | Daisy Duck | Episod special de televiziune                                                   |
| 2021            | Mickey and Minnie Wish Upon a Christmas                         | Daisy Duck | Episod special de televiziune                                                   |